# Heaven (film 2002)
Heaven è un film del 2002 diretto da Tom Tykwer.
Il film è basato su una sceneggiatura che Krzysztof Kieślowski scrisse prima di morire, e che fa parte di una ideale trilogia dedicata a Paradiso, Purgatorio ed Inferno.

## Trama
Philippa è un'insegnante di inglese che lavora a Torino e che finisce in carcere per aver ucciso quattro innocenti con una bomba. Questa in realtà era stata piazzata per un trafficante di droga, responsabile della morte del marito. In prigione, creduta una terrorista, viene messa a dura prova dai carabinieri, tra cui c'è Filippo, un giovane sottotenente che si invaghisce di lei, e che l'aiuta a fuggire dal carcere durante una falsa evasione messa in piedi da alcuni suoi colleghi complici del trafficante, con il solo scopo di uccidere Philippa. Così Philippa, con l'aiuto di Filippo, uccide il trafficante ed evade dal carcere. I due si rifugiano in un paese della campagna toscana dove pensano di poter vivere tranquillamente il loro amore, ma i carabinieri continuano a dar loro la caccia.

## Produzione
Il film è stato girato a Torino e Montepulciano. Le prime scene sono invece girate al Centro Direzionale di Napoli.
Altre riprese sono state realizzate a Bottrop (Germania).

## Distribuzione
Presentato in anteprima al Festival Internazionale del Cinema di Berlino il 6 febbraio 2002, è stato distribuito nelle sale cinematografiche italiane e quelle statunitensi il 4 ottobre dello stesso anno.